# Кукрыниксы (группа)
«Кукрыни́ксы» — российская рок-группа, основанная Александром Леонтьевым, Дмитрием Гусевым и Алексеем Горшенёвым («Ягодой»).
Название группы происходит от трио советских карикатуристов Кукрыниксы.
Музыкальный стиль группы, в целом укладывающийся в альтернативный рок, со временем менялся. В первых альбомах группа играла панк-рок, в более поздних — отошла от панка, демонстрируя влияние готик-рока и постпанка.

## История группы

### 1997
Первое выступление произошло в клубе «Полигон», 28 мая 1997 года. Примерно через год компания Manchester Files выпустила дебютный альбом «Кукрыниксы» с 12 композициями. В записи альбома принимали участие Алексей Горшенёв, Александр Леонтьев, Дмитрий Гусев и Максим Войтов. Наиболее популярные песни из альбома: «Не беда» и «Солдатская печаль». Осенью группа приняла участие в концерте «Проказник скоморох», по инициативе группы Король и Шут.

### 2000—2010

#### 2000
В 2000 году группа участвовала в трибьюте группы Кино «КИНОпробы», где записала песни: «Скоро кончится лето» и «Печаль».

#### 2001
В 2001 году группа выступила на фестивале «Нашествие 2001» в Раменском и с тех пор участвовала в этом фестивале ежегодно (кроме 2009 и 2010 годов).

#### 2002
Весной 2002 года группа выпустила альбом Раскрашенная душа, в основе которого лежит гитарная музыка.
Состав группы изменился, кроме основателя группы и Дмитрия Гусева в записи альбома участвовали:
- Александр Леонтьев (бонус-трек);
- Максим Войтов (бонус-трек);
- Дмитрий Оганян;
- Виктор Бастраков;
- Илья Леваков.

#### 2003
В 2003 году записывался альбом «Столкновение», выпущенный весной 2004 года. В альбоме появляется инструментальная композиция «Время».
С момента записи этого альбома состав группы не меняется по 2008 год:
- Алексей Горшенёв (вокал, тексты, ритм-гитара),
- Дмитрий Гусев (гитара, музыка),
- Дмитрий Оганян (бас-гитара, бэк-вокал),
- Роман Николаев (ударные),
- Стас Майоров (звук, программирование).

#### 2004
Летом 2004 года началась работа над альбомом «Фаворит Солнца», который частично записывался в студии группы ДДТ. Коллектив меняет рекорд компанию с CD Land на «Никитин». Альбом был выпущен 25 ноября 2004 года с 11 песнями. В альбоме имеется инструментал, а также песня «Есенин» на стихи самого Сергея Есенина.
В конце ноября 2004 года группа приняла участие в съёмках новогодней передачи «Неголубой огонёк 2» с песней Муслима Магомаева «Свадьба» (совместно с известной певицей Алёной Апиной).

#### 2005
Группа участвовала в создании песни для фильма Фёдора Бондарчука «9 рота», но в фильм песня не попала. На основе материалов со съёмок фильма группа создала видеоклип к песне «Звезда» (2005 год).

#### 2006
Альбом «Шаман» вышел в апреле 2006 года. В него вошли 12 композиций, включая песню «Феникс», полностью написанную и исполненную Дмитрием Оганяном.
Некоторые песни из альбома («Звезда», «Родина — фотография», «Падающая звезда», «Иллюзии») исполнялись с апреля 2005 года.

#### 2007
В 2007 году сайт официального фан-клуба был трансформирован в официальный сайт группы www.kukry.ru.
В декабре 2007 вышел новый альбом группы «XXX». Концерт-презентация состоялся в Московском СДК МАИ, 15 февраля 2008 года.

#### 2008
В начале 2008 года группу покидает звукорежиссёр Станислав Майоров.

#### 2009
В 2009 году сменился барабанщик, вместо Романа Николаева пришёл Михаил Фомин.

#### 2010
В 2010 году «Кукрыниксы» приняли участие в записи сборника «Соль — Наши музыкальные традиции». В первой части сборника группа записала песню «Чёрный ворон». Эта же песня была включена в новый альбом «Всадники света». На эту композицию группа планировала снять клип.
7 сентября 2010 года состоялась презентация альбома «Всадники Света». Он стал первой частью дилогии «Вечное сияние чистого разума».
24 сентября 2010 Кукрыниксы совместно с американской певицей Стефани Старр выпустили альбом «All Those Things I Left Behind» (рус. Всё, что я оставил позади) под вывеской группы «K Republic». В роли названия выступил отрывок из песни «Вертикаль»: «Тех, что нехотя бросал,/Там нет;/Всё, что я в себе спасал,/С ними».
В 2010 году в группу пришёл ещё один гитарист Игорь Воронов.

### 2012—2019

#### 2012
В январе 2012 года вышла первая часть сольной работы Алексея Горшенева — «Душа поэта», к которой с благодарностью отнеслись работники музея Сергея Есенина из села Константиново.
30 марта 2012 года состоялся релиз альбома Myself. Он стал второй и завершающей частью дилогии «Вечное сияние чистого разума».

#### 2013
4 июля 2013 года вышел второй сольный альбом Алексея Горшенёва — «Смерть поэта».

#### 2014
В сентябре 2014 года группу покинул гитарист Дмитрий Гусев.
6 декабря 2014 года был выпущен макси-сингл под названием «Экклезиаст».

#### 2016
3 января 2016 года был выпущен макси-сингл под названием «Вера, Надежда, Любовь».
20 июля 2016 года состоялся релиз альбома «Артист», который «Кукрыниксы» посвятили всем артистам, в том числе и Михаилу Юрьевичу Горшенёву (брату солиста «Кукрыниксов», умершему солисту группы «Король и Шут»).

#### Распад группы
Осень 2017, весну 2018 годов Кукрыниксы провели в юбилейном туре, посвящённом 20-летию команды. После праздничных концертов коллектив закончил свой творческий путь.
«Продолжать существовать, по мнению лидера группы Алексея Горшенёва, под названием союза карикатуристов (во многом чуждых и совсем чужих людей) — не представляется возможным! Творческие замыслы Алексея ассоциируются уже в новом и с новым!» — говорится на сайте группы.
На базе Кукрыниксов появился новый проект «Горшенёв»:
«Изменения коснулись не только названия, но и состава, музыкального направления, концепции. Хотя, конечно, уйти от „прошлого“ далеко не удалось. Значимые песни группы, хиты, остались и в новом детище!»
Бас-гитарист Дмитрий Оганян принял участие в записи трёх песен Романа Шального. Запись проходила на Питерской студии звукозаписи «СТАНЦИЯ ЗВУКА». Дмитрий записал партии баса, ритма и соло.
19 апреля 2024 года группа «Горшенёв» презентовала концертный альбом «Кукрыниксы. Наследие», записанный с симфоническим оркестром. Альбом создан на основе репертуара «Кукрыниксов», а в записи принял участие их музыкант и композитор Дмитрий Гусев, а также басист коллектива «ДДТ» Роман Невелев.

## Состав
- Максим Войтов — ударные (1997—2000)
- Александр Леонтьев — вокал, гитара, музыка, тексты (1997—2000)
- Дмитрий Гусев — гитара, музыка, аранжировки, клавишные (1997—2014, 2015)
- Алексей Горшенёв — вокал, музыка, тексты (1997—2018), бас-гитара (1997—2000)
- Виктор Бастраков — гитара (2000—2002; умер в 2014)
- Илья Леваков — ударные (2000—2002; умер в 2015)
- Дмитрий Оганян — бас-гитара, бэк-вокал (2000—2018)
- Николай Левитский — ударные (2002—2003)
- Роман Николаев — ударные (2003—2009)
- Михаил Фомин — ударные, перкуссия (2009—2018)
- Игорь Воронов — гитара, клавишные, аранжировки (2010—2018)

Состав группы в прощальном туре
- Алексей Горшенёв — вокал, голос
- Игорь Воронов — гитара, клавишные
- Дмитрий Оганян — бас-гитара, бэк-вокал
- Михаил Фомин — ударные, e-percussion

+ Гости:
- Дмитрий Гусев — гитара, гитарный синтезатор, клавишные
- Александр Леонтьев — гитара, бэк-вокал

## Дискография
| Студийные альбомы - «Кукрыниксы» (1999) - «Раскрашенная душа» (2002) - «Столкновение» (2004) - «Фаворит Солнца» (2004) - «Шаман» (2006) - XXX (2007) - «Всадники Света» (2010) - Myself (2012) - «Артист» (2016) Концертные альбомы и видео - «Столкновение. Live» (2007) - «Коллекция клипов» (2008) - «Концерт в ДС „Юбилейный“» (2008) - Связанный: «Кукрыниксы. Наследие» (2024, группа «Горшенёв») Сборники - The Best (2005) - в серии «Лови настроение рок-н-ролл» (2006) - «Последняя песня» (2018) | Синглы - «Экклезиаст» (2014) - «Вера, Надежда, Любовь» (2016) Дискография проекта «K Republic» - «Last resort» (макси-сингл) (2010) - «All Those Things I Left Behind» (2010) Видеоклипы - Не беда (1998) - По раскрашенной душе (2002) - Знай (2004) - Попса (2004) - Звезда (2005) - Колдовство (2006) - Вертикаль (2007) - Чёрная невеста (2008) - Время (фотоальбом) (2008) - Клетка (2009) - ЗЛО (2010) - Тени в театре (2011) - Дорогая (2013) - Надежда (2015) |  |